# لینیر، قلمرو شمالی
لینیر (به انگلیسی: Leanyer) یک حومه شهر در استرالیا است که در قلمرو شمالی (استرالیا) واقع شده‌است.